# 진징다오
진징다오(중국어: 金敬道, 병음: Jin Jingdao, 한자음: 김경도, 1992년 1월 18일 ~ )는 중국의 축구 선수로 현재 산둥 타이산에서 미드필더로 활약 중이며 조선족이다.

## 유소년 시절
2003년에 쑹칭링 축구 학교에 입학하며 본격적으로 축구를 배웠다.

## 선수 경력

### 구단 경력
2010년 중국의 2부 축구 리그인 중국 지아 리그의 연변 FC의 1군으로 승격되었으며, 그 해 4월 10일, 광둥 선레이 케이브와의 경기에서 성인 무대에 데뷔하였고, 그 해 5월 15일 자신의 성인 무대 첫 골을 기록하였다.
2013년 2월 27일, 진징다오는 중국 슈퍼리그의 산둥 루넝으로 이적니다. 2013년 3월 16일 창춘 야타이를 상대로 2-0 승리를 거두며 구단에서 데뷔했다. 또한 산둥에서 데뷔 시즌에 18경기에 출전했으며 중국 축구 협회 올해의 신인상을 수상했다. 다음 시즌에도 그는 계속해서 팀의 핵심 선수가 되었고 팀과 함께 2014년 중국 FA컵에서 우승하여 첫 우승을 차지했다.
2016년 9월 8일, FC 서울 과의 2016 AFC 챔피언스리그 경기에서 금지약물 클렌부테롤에 대해 양성 판정을 받은 후 아시아 축구 연맹에 의해 60일 동안 출장 정지를 받았다. 2016년 11월 4일, 그는 8개월의 최종 금지령을 받았고 2016년 12월 8일까지 3개월로 단축되었다
복귀하자마자 그는 즉시 팀으로 돌아와 2017년 7월 9일 톈진 진먼후를 상대로 2-0 승리를 거두며 중국 슈퍼 리그에서 첫 골을 넣었다 팀 내에서 주전 선수인 그는 2020년 중국 FA컵 에서 장쑤 FC를 상대로 2-0 승리를 거두며 두 번째 중국 FA컵을 획득하게 된다.

### 국가대표 경력
2009년 7월 중국 U-20 대표팀에 선발되었으며, 쑤마오전 감독에 의해 팀의 주장으로 임명되었다.이는 중국 소수민족으로는 역대 두 번째에 해당하는 일이였다. 2010년 AFC U-19 챔피언십 예선에 참가하였으며, 대회 본선에서도 중국 대표팀의 핵심 선수로 활약하였다.

## 플레이 스타일
주 포지션은 미드필더이며, 롤모델은 이니에스타이다. 이를 알게 된 한 기자가 이니에스타와의 연락을 통해 유니폼 선물해 주자 매우 기뻐했다는 일화도 있다.
이후 그의 빠른 스피드를 활용해 풀백 또한 소화했다.

## 수상

### 클럽
옌볜 푸더
- 중국 갑급리그 : 3위 (2010)

산둥 타이산
- 중국 슈퍼리그 : 우승 (2021), 준우승 (2013), 3위 (2015, 2018), 4위 (2014)
- 중국 FA컵 : 우승 (2014, 2020, 2021), 준우승 (2018, 2019), 4강 (2015)
- 중국 FA 슈퍼컵 : 우승 (2015)

### 개인
- 중국 축구 협회 올해의 신인상 : 2013
- 중국 슈퍼리그 올해의 팀 : 2018

## 가족 관계
- 사촌: 퍄오청[1]